# 胡戈·古特曼
胡戈·古特曼（Hugo Gutmann ，1880年11月19日—1962年6月22日）是一位犹太裔德国军官，他在第一次世界大战期间是阿道夫·希特勒的上级军官。第一次世界大战期间，他曾向上級提名希特勒應獲得鐵十字勳章。古特曼本人也曾获颁铁十字勋章，他于1914年12月2日获颁二级铁十字勋章，希特勒也是在这一天获颁二级铁十字勋章，胡戈·古特曼并在1915年12月4日获颁一级铁十字勋章。

## 一战后以及纳粹时代
1919年2月8日，古特曼退役，但依旧是一名预备役中尉。当年晚些时候，古特曼结了婚，婚后有了两个孩子。1920年代，古特曼在纽伦堡开办了一家办公家具店。
1933年秋季，古特曼申请了战争抚恤金，申请获得了批准。1935年，纽伦堡法案通过后，古特曼失去了德国公民身份，之后納粹當局將他從德军退伍军人名单中除名，但他依旧在领着战争抚恤金，这也许和他与希特勒的特殊关系有关。
1938年，古特曼被盖世太保逮捕，但有了解他背景的党卫队人员得知後從中斡旋，最終古特曼获释。1939年，第二次世界大战在欧洲爆发，古特曼和家人前往比利时。1940年，就在德国入侵低地国家之前，古特曼移民美国。

## 二战后
移民美国后，古特曼住在密蘇里州圣路易斯，他以推销打字机为生。
1962年6月22日，古特曼逝世于加州聖地牙哥。他被葬在圣迭戈的和平之家公墓（Home of Peace Cemetery）。